# Joachim Andreas Voss
Joachim Andreas Voss, född 10 september 1815 i Eivindvik, död 14 november 1897 i Kristiania, nuvarande Oslo, var en norsk anatom. 
Voss tog medicinsk examen 1842, blev lektor 1850 och var professor i anatomi vid Kristiania universitet 1861–75. Han var känd som en framstående praktiserande läkare, skrev anatomiska och antropologiska skrifter och var hedersdoktor vid Lunds universitet.